# Turysta

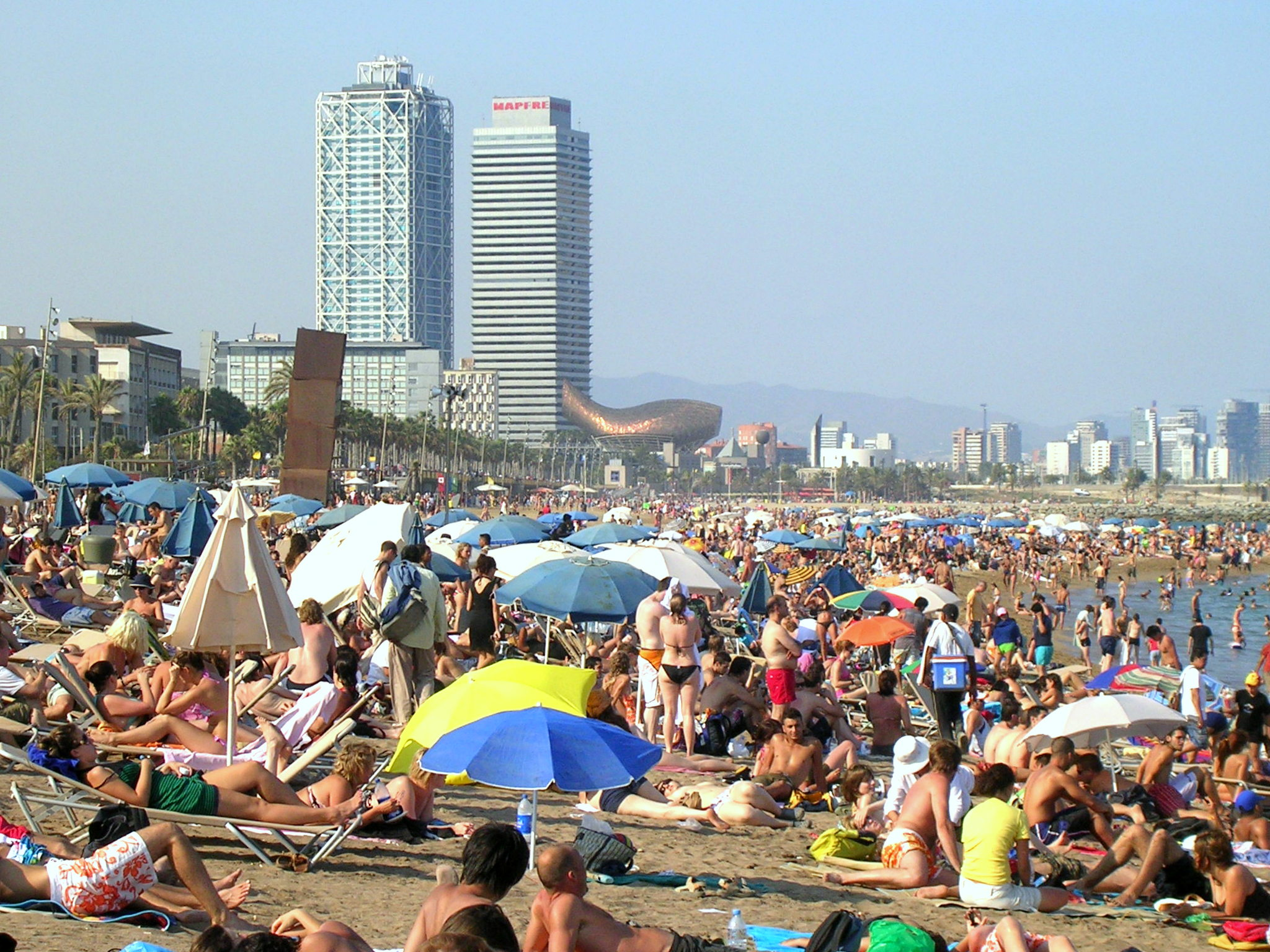
Turyści na plaży w Barcelonie

Turysta – osoba, która podróżuje do innej miejscowości poza swoim stałym miejscem pobytu na okres nieprzekraczający 12
miesięcy, dla której celem podróży nie jest podjęcie stałej pracy w odwiedzanej miejscowości i która korzysta z noclegu przynajmniej przez jedną noc.